# Skinhead (película)
Skinhead es película de explotación de suspenso dirigido, escrito y producido por Greydon Clark. Es la tercera película de Clark en tratar temas raciales, después de The Bad Bunch (1973) y Black Shampoo (1976).

## Sinopsis
Un grupo de white power skinhead roban violentamente una tienda de comestibles judía. Después de huir de la escena del crimen, se detienen en un restaurante al lado de la carretera donde se encuentran con algunos estudiantes que viajan. Los neonazis aterrorizan a los estudiantes y al dueño del restaurante, dejando a dos supervivientes que escapan a las cercanas montañas de Colorado. Los neonazis dan persecución, pero se encuentran con la oposición cuando un veterano de la Segunda Guerra Mundial que vive en el bosque viene en ayuda de los estudiantes.

## Elenco
- Barbara Bain como Martha.
- Jason Culp como Jeff.
- Elizabeth Sagal como Amy.
- Chuck Connors como Sr. Huston.
- Frank Noon como Walt.

- Brian Brophy como Damon